# Chiến tranh Liên minh
Các cuộc chiến liên minh (tiếng Pháp: Guerres de Coalitions, tiếng Đức: Koalitionskriege, tiếng Hòa lan: Coalitieoorlogen, v.v.) là một chuỗi bảy cuộc chiến tranh được tiến hành bởi các liên minh quân sự khác nhau, được gọi là Liên minh, giữa các cường quốc châu Âu chống Pháp, và từ năm 1796 trở đi và sau này là Hoàng đế Napoléon Bonaparte.
Các cuộc chiến liên minh là:
- Chiến tranh Liên minh thứ nhất (Tháng 4 năm 1792 – Tháng 10 năm 1797)
- Chiến tranh Liên minh thứ Hai (1798 – 1802)
- Chiến tranh Liên minh thứ Ba (1803 – 1806)
- Chiến tranh Liên minh thứ Tư (Tháng 10 năm 1806 – tháng 7 năm 1807)
- Chiến tranh Liên minh thứ Năm (Tháng 4 – tháng 10 năm 1809)
- Chiến tranh Liên minh thứ Sáu (Tháng 3 năm 1813 – Tháng 5 năm 1814)
- Chiến tranh Liên minh thứ bảy, còn được gọi là Triều đại Một trăm ngày (Tháng 3 – tháng 7 năm 1815)